# Catedral de Skhalta
La catedral de Skhalta (georgià: სხალთა, sχɑltʰɑ) és un monestir de l'Església ortodoxa georgiana i catedral d'Adjària, Geòrgia, que data de mitjan segle xiii; es tracta d'un edifici amb planta de saló, amb fragments de pintura mural d'estil de la dinastia dels Paleòlegs dels segles xiv o xv.
Skhalta és l'única església medieval d'Abkhàzia que va sobreviure tant al període otomà com al soviètic i va tornar a funcionar el 1990. Actualment serveix com a seu del bisbe ortodox georgià de Skhalta.

## Història
L'església de Skhalta està situada en un pujol a la vall del riu del mateix nom, al poble de Q'inchauri, municipi de Khulo, al llarg d'una carretera que, a l'edat mitjana, unia estratègicament Adjària amb Artani (Ardahan modern, Turquia). Les fonts escrites sobre Skhalta són escasses. Una llegenda atribueix la construcció de l'església a la reina Tamara de Geòrgia (r. 1184-1213), que va presidir l'«Edat d'Or» de la Geòrgia medieval. Els estudis moderns la daten de mitjan segle xiii. En aquest moment, la vall de Skhalta estava en possessió de la noble família d'Abuserisdze.

Després de la conquesta otomana de la regió al segle xvi, l'església va ser abandonada. El monestir va ser redescobert i dibuixat per Giorgi Kazbegi, un oficial georgià al servei dels russos que es trobava a la Geòrgia otomana en una missió de reconeixement el 1874.

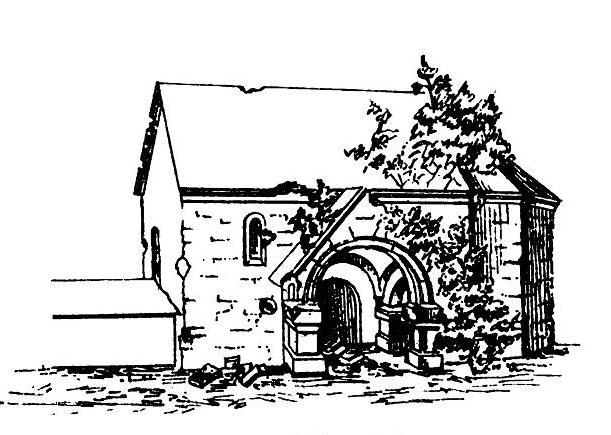
Dibuix de Bakradze el 1878

 Després que Adjara passés a mans russes el 1878, Skhalta —aleshores en propietat del cap georgià musulmà Sherif-Bei— va ser visitada i descrita per estudiants d'antiguitats caucàsiques com Dimitri Bakradze i la comtessa Praskóvia Uvàrova. Bakradze cita un document del període del rei Alexandre I de Geòrgia (r. 1412-1442), segons el qual Skhalta pertanyia a la seu patriarcal de Mtskheta.
La tornada a l'activitat religiosa i la creixent influència de l'Església ortodoxa georgiana en els últims anys de la Unió Soviètica van aconseguir la restauració de l'església de Skhalta per a l'ús cristià. Al juny de 1989, el patriarca i catolicós Ilia II de Geòrgia va visitar Skhalta i va celebrar un rèquiem per als morts en esllavissades de terra i inundacions a començament d'aquest any. El 1990, Skhalta va ser consagrat com un monestir masculí de la Nativitat de Maria.

## Arquitectura
El monestir de Skhalta és una gran església de planta de saló, amb un absis excel·lent de set facetes, dos portals principals al sud i a l'oest i una porta addicional al nord. Està construït en pedra blanca-grisenca. Una espaiosa sala central interior està coronada per arcs i una volta cilíndrica, recolzada sobre prominents pilastres. Les parets laterals de la sala estan decorades amb arcs. L'absis i la volta estan separats dels murs verticals inferiors per simples cornises.

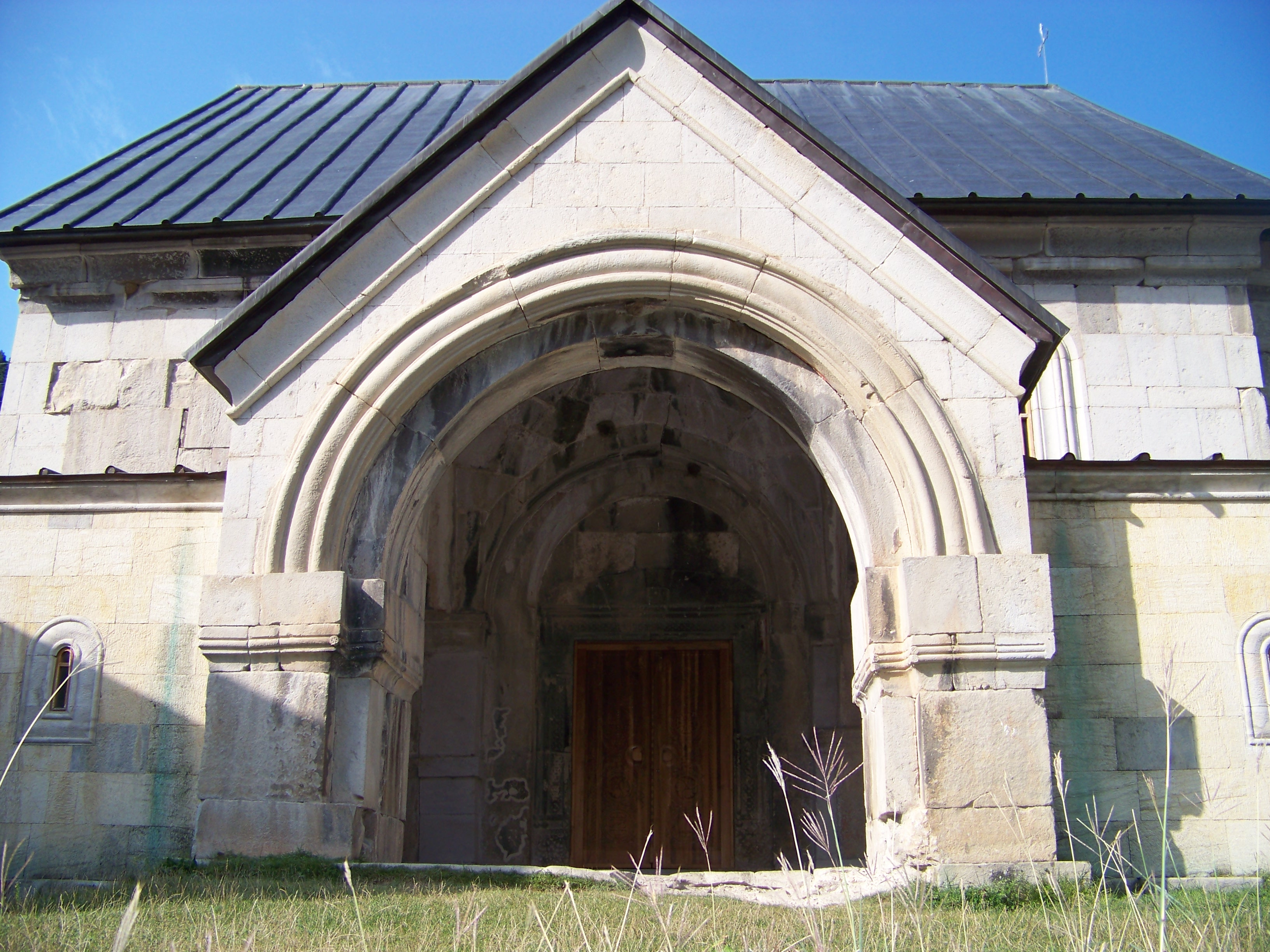
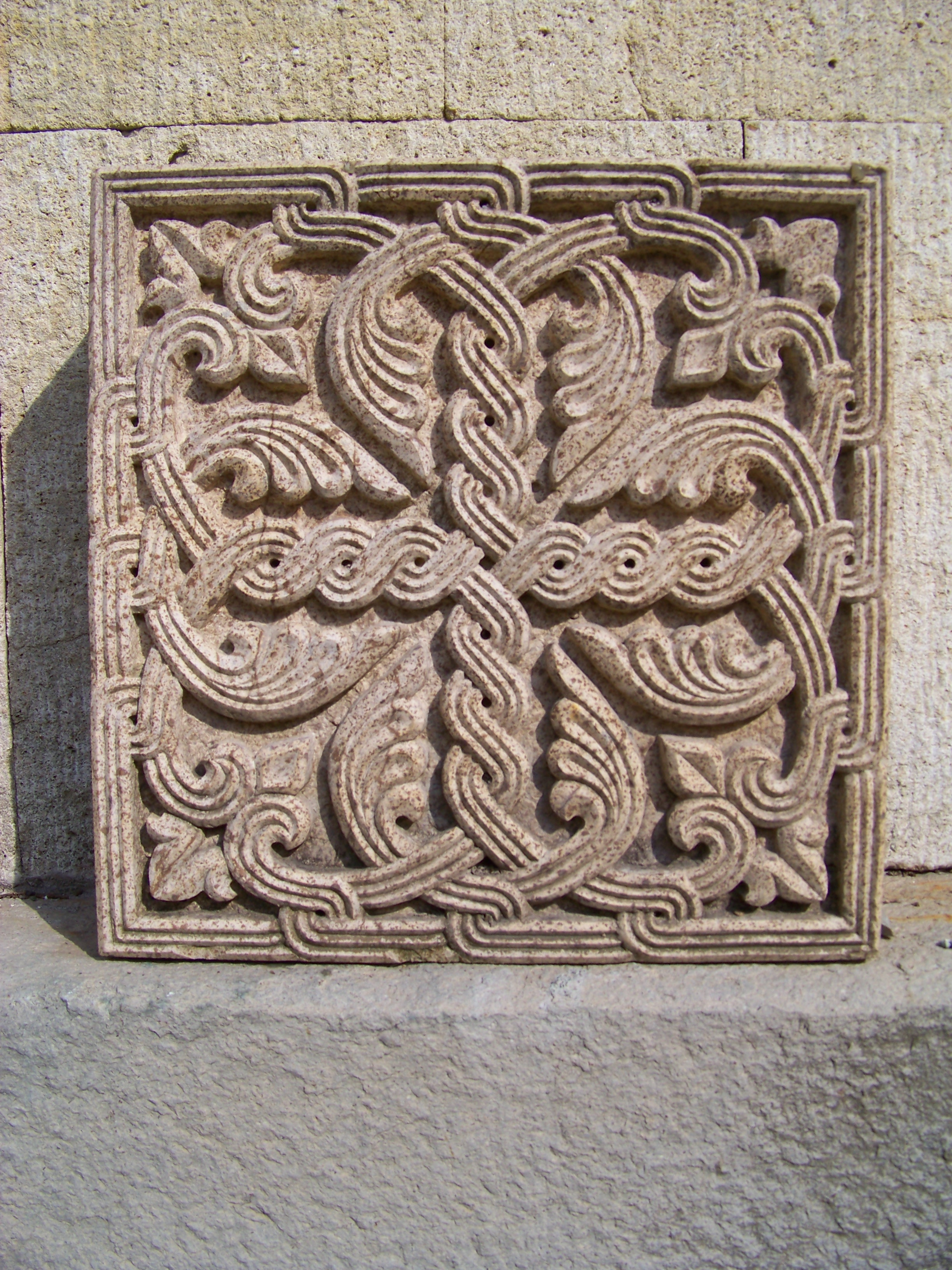
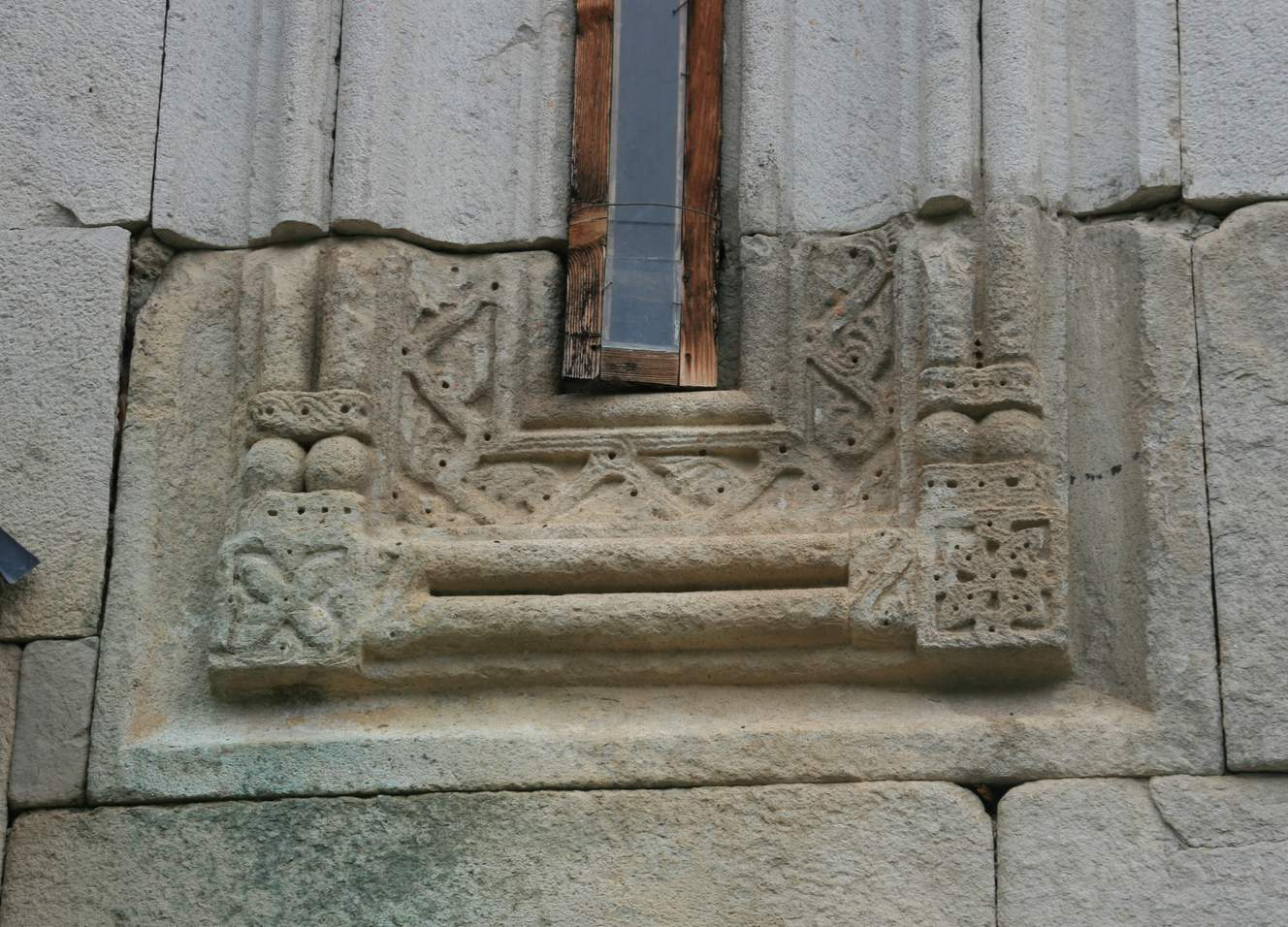
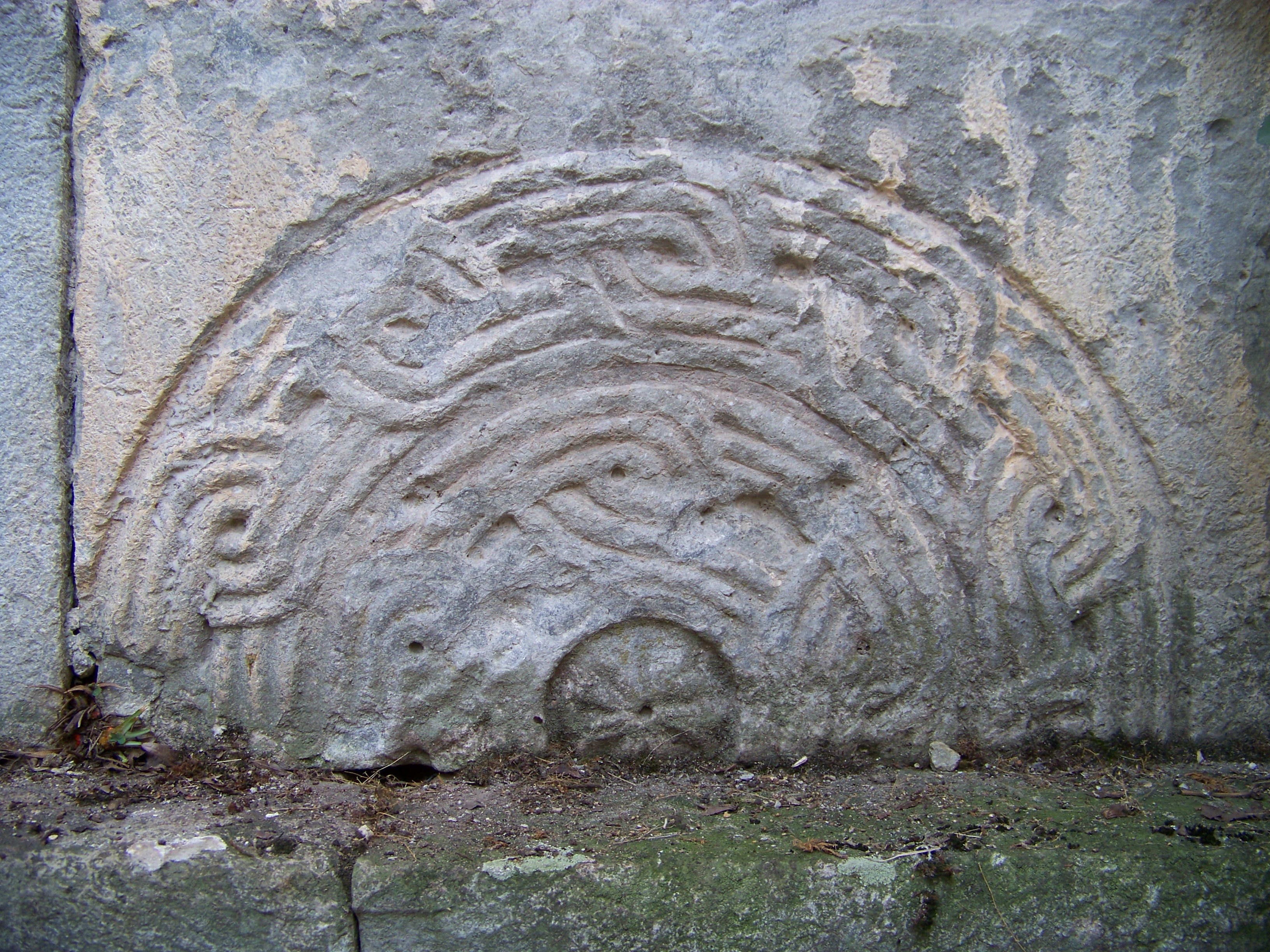

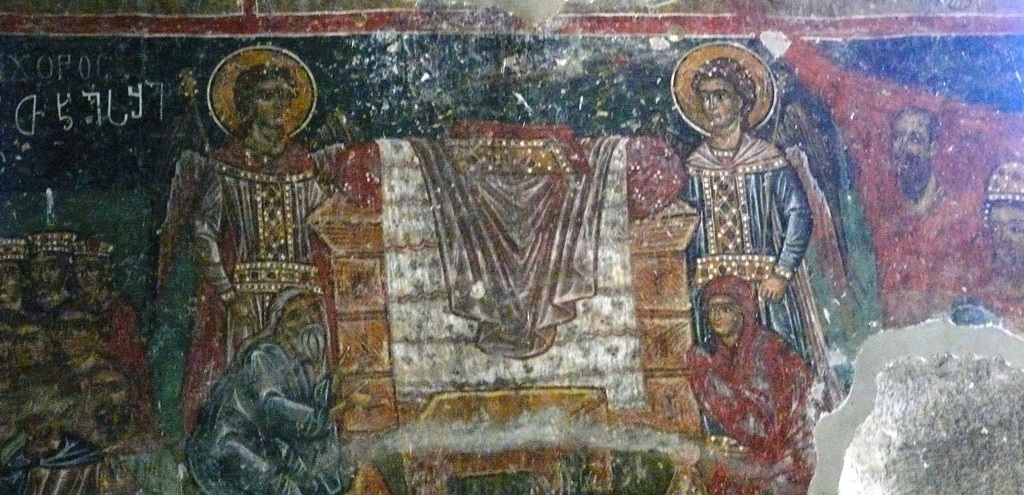
Fresc de Skhalta

Les parets interiors estan revestides amb blocs tallats en pedra blanca, que anteriorment havien estat àmpliament pintats al fresc. Petits fragments de les pintures originàries de les escenes del Nou Testament -que exemplifiquen l'art Paleòleg dels segles xiv o xv- van ser descoberts per una expedició georgiana del 1997. Les façanes també estan cobertes de blocs tallats i les finestres estan decorades. Algunes de les estructures en ruïnes a l'oest i al sud són addicions posteriors.